# Patrick Mameli
Patrick Mameli (ur. 23 listopada 1966) – holenderski gitarzysta i wokalista. Założyciel i lider formacji Pestilence. W 2006 roku Mameli założył supergrupę pod nazwą C-187, z którą nagrał wydany rok później album Collision.
W 2007 roku w plebiscycie Top 20 Death Metal Guitarists (ang. "20 najlepszych gitarzystów deathmetalowych") według czasopisma Decibel Magazine muzyk zajął 16. miejsce.

## Instrumentarium
- Steinberger GM-7TA[3]
- Ibanez RGT6EX-IPT[4]
- Ibanez RG2228-GK[4]